# Afer Sirven
L'afer Sirven és un cas judicial que es va desenvolupar el 1765 a Castres (França), que s'ha fet cèlebre per la intervenció d'en Voltaire.
Pierre-Paul Sirven i la seva esposa, tots dos protestants, tenien 3 filles; la segona d'elles, anomenada Elisabeth, era disminuïda mental. El 1760 Elisabeth va desaparèixer i Pierre-Paul Sirven va assabentar-se que havia estat recollida al convent de les Dones Negres (altres fonts diuen que hauria estat convençuda per les religioses del convent que havia estat cridada pel Senyor). Com que no comprèn la seva situació, la noia es revolta i finalment el bisbe decideix tornar-la als seus pares. Després d'alguns mesos, Elisabeth desapareix de nou i la troben morta en un pou sec. Les religioses acusen els pares d'haver maltractat la seva filla per tal d'impedir-li convertir-se al catolicisme. Després de fugir, van ser jutjats i van ser condemnats a mort en rebel·lia. Però van ser defensats i absolts per Voltaire el 1771.
A la seva obra L'ingenu, Voltaire hi al·ludeix a aquest cas i també a l'afer Calas: «amb quina indiferència inhumana un home signa la destrucció d'una família, i amb quina alegria tan bàrbara uns mercenaris l'executen!» 